# Двуликий (DC Comics)
Двули́кий (англ. Two-Face), настоящее имя Ха́рви Дент (англ. Harvey Dent) — суперзлодей вселенной DC Comics, враг Бэтмена. Двуликий имеет обезображенную левую половину лица и неуравновешенную психику, поэтому предпочитает решать все вопросы броском серебряного доллара, одна из сторон которого также деформирована. Во время своих преступлений он подбрасывает его с целью определения участи своих жертв. Однако даже в случае, если доллар падает недеформированной стороной, как правило, ждать хорошего его жертвам всё равно не приходится (например, «плохая» сторона — смерть, «хорошая» — «оттянутая» смерть). Также во всём Двуликий поддерживает в себе дуализм (внешний вид, одежда, монета, банда), тем самым показывая наличие в себе двух борющихся начал: добра и зла.

## Создание
Изначально фамилия изуродованного прокурора была Кент, но через несколько номеров её сменили на Дент, чтобы читатели не ассоциировали жутковатого злодея с Кларком Кентом — Суперменом.

## Биография
Двуликий — псевдоним, принятый бывшим окружным прокурором Готэм-сити, борцом с преступностью, Харви Дентом после переменившего его жизнь несчастного случая, когда половина его лица была изуродована кислотой. С этого момента бывший прокурор стал мафиозным боссом Двуликим.
На протяжении многих лет Дент боролся с Тёмным рыцарем, пока злодей-хирург Хаш не восстановил его лицо, а тем самым заодно (случайно) и рассудок. Харви спас Бэтмена от Хаша, сбросив того выстрелом с моста, после чего сдался Гордону. Дент отсидел положенный срок и вышел на свободу. Уезжая в кругосветное путешествие, Бэтмен предложил Харви занять его пост защитника Готэма и таким образом доказать, что он изменился. Тёмный рыцарь тренировал экс-прокурора и довёл его боевые навыки до уровня, близкого к своему. Год спустя Бэтмен вернулся, и услуги Харви стали больше не нужны. В этот же момент кто-то стал расстреливать мелких преступников Готэма из двуствольного дробовика, фирменного оружия Двуликого. Подозрение пало на Дента. Разочарованный тем, что Бэтмен так легко перестал ему верить, Харви скрывается и, подговариваемый своей «тёмной стороной», сам поливает половину лица кислотой, вновь становясь Двуликим. Тёмный рыцарь находит, что за убийствами стоял один из узников Аркхэма — Большая Белая Акула, но спасать Дента уже слишком поздно…
После гибели Бэтмена Двуликий сражался за власть над Готэмом с Пингвином и новым Чёрной Маской, но в итоге был арестован Мэнхантером.

### Альтернативные версии
- Во «Флэшпойнте» Харви не стал Двуликим, а успешно дослужился до статуса судьи, имеет жену и детей-близнецов. Когда Джокер (которым в этой вселенной является мать Брюса, Марта Уэйн) похищает детей Дента, Харви обращается за помощью к Бэтмену (которым здесь является Томас Уэйн, отец Брюса). Хотя Джокер обманывает их и обманом заставляет комиссара Гордона подстрелить дочку Дента, Бэтмену удаётся спасти ей жизнь, после чего он помогает ей и Харви скрыться.
- В альтернативном будущем из арки «Бэтмен. Возвращение Тёмного рыцаря» Харви, как впоследствии и в основной серии, вернул себе нормальное лицо с помощью пластической хирургии. Однако здесь это привело к уничтожению не злого альтер эго, а настоящего доброго Харви, оставив только Двуликого. Как символ этого, Харви стал царапать обе стороны своих монет, а также стал носить маску из бинтов, начав видеть своё лицо полностью обезображенным. Он пытается взорвать башни-близнецы Готэма, убив при этом себя этим взрывом, но вернувшийся Бэтмен останавливает Дента и возвращает его в Аркхэм.

## Силы и способности
Харви Дент обладает хорошими познаниями в области юридических наук и криминологии. В своё время он успешно посадил за решётку немало преступных авторитетов, а во время «Долгого Хэллоуина» помог раскрыть личность Холидэя, лишившись, однако, рассудка. Помимо этого, Двуликий является одним из главных боссов мафии Готэма. Он обладает высоким интеллектом, метко стреляет, а также лично был натренирован Бэтменом в области боевых искусств.

## Вне комиксов

### Кино

#### Серия фильмов «Бэтмен» (1989—1997)
- В первом фильме Тима Бёртона Харви Дент появляется эпизодически в исполнении Билли Ди Уильямса. В фильме он ещё не перевоплотился в Двуликого, оставаясь адекватным человеком.

Двуликий в фильме Бэтмен навсегда

- В фильме «Бэтмен навсегда» роль Двуликого исполнил Томми Ли Джонс. В данной версии Бэтмен не смог спасти Харви Дента от нападения Сальваторе Марони, изуродовавшего левую сторону лица Дента кислотой. Травма пошатнула психическое здоровье Харви, и он обвинил Бэтмена в своём несчастье, поклявшись уничтожить героя.

Двуликий является главным антагонистом фильма до появления и возвышения Загадочника. Он позиционирует себя во множественном числе, используя вместо «я» — «мы», «мой» — «наш», и т. д. Дуализм злодея проявляется во внешнем обустройстве убежища, одежде и двух подружках — жёсткой Перчинке и нежной Сахаринке. Также в фильме присутствует монета Двуликого, с помощью которой он решает судьбу своих жертв.
По сюжету фильма Двуликий объединяется с Загадочником для поимки Бэтмена и раскрытия его личности. Узнав, кто скрывается под маской, злодеи нападают на укрытие Брюса Уэйна, захватив Чейз Меридиэн в качестве заложницы, взрывают Бэт-пещеру и оставляют Бэтмену загадку, дабы тот нашёл их местоположение. В конце фильма Двуликий держит Бэтмена и Робина под прицелом, но герой побуждает его бросить монету, чтобы решить, должен ли он стрелять в них или нет. Когда Харви бросает её, Бэтмен кидает горстку идентичных монет в воздух. Запаниковав, Двуликий пытается поймать свою монету, но, оступившись, падает в ущелье и погибает.
Томми Ли Джонс за свою работу был номинирован на «Лучшего злодея» в MTV Movie Awards.
- В четвёртом фильме костюм Двуликого висит в комнате личных вещей заключённых рядом с костюмом Загадочника, позволяя предположить, что он мог выжить.

#### Серия фильмов «Тёмный рыцарь» (2005—2012)

Двуликий в фильме Тёмный рыцарь

Харви Дент должен был появиться уже в первом фильме «Бэтмен: Начало», но сценарист Дэвид Гойер и его коллеги не смогли придумать ему достойный сюжет и поэтому заменили его на оригинальную героиню Рэйчел Доус.
- В фильме «Тёмный рыцарь» роль Двуликого исполнил Аарон Экхарт. Здесь он кардинально отличается от оригинальной версии и представлен скорее как трагический герой, а не злодей с раздвоенной психикой.

На момент событий фильма Харви Дент — окружной прокурор Готэма и искореняет преступность законными методами. Дент часто шутки ради подкидывает свою «счастливую» монетку, у которой на самом деле обе стороны одинаковые. Преступные боссы нанимают психопата Джокера, который совершает серию убийств, чтобы вынудить Бэтмена снять маску. Брюс уже был готов сдаться, но Дент неожиданно выдаёт себя за мстителя в маске, чтобы спровоцировать нападение клоуна, что приводит к аресту Джокера. После этого выясняется, что Харви Дент и его невеста Рэйчел Доус были похищены помощниками клоуна и будут уничтожены взрывом через определённое время. Бэтмену в последний момент удаётся спасти только Дента, однако тот получает сильный ожог половины лица. В то же время происходит взрыв в другом конце города, где погибает Рейчел, которую не успевает спасти Гордон. А счастливая монета Дента, переданная им незадолго до этого Рейчел, обгорает с одной стороны. Её находит Бэтмен в обломках сгоревшего здания и отдаёт Харви.
Джокер навещает прокурора в больнице и убеждает, что виноват в произошедшем не он, а мафия и полиция. Он предлагает Харви убить его, но прокурор решает бросить жребий, и Джокер уходит невредимым. Отныне именно случай решает, кому жить, а кому умереть. Дент нарекает себя Двуликим, но начинает мстить людям, связанным со смертью Рэйчел. Сначала Харви разбирается с Вюртцем (человеком, увозившим его в день трагедии) и Марони, оглушает Рамирес, а затем похищает семью Гордона, чтобы наказать и его за гибель Рэйчел; выбрав жертвой сына Джеймса, он удерживал их там, где она погибла. Бэтмен пытается увещевать Дента, но тот не намерен передумывать и по броску монеты собирается убить ребёнка. Брюс спасает мальчика, но при этом Дент падает со здания и разбивается. Уэйн и Гордон понимают, что если люди узнают о том, кем стал Белый рыцарь, они потеряют надежду и веру в добро. Бэтмен просит комиссара сохранить репутацию Харви незапятнанной и берёт вину за совершённые Двуликим убийства на себя. Дента хоронят как героя.
- В третьем фильме, «Тёмный рыцарь: Возрождение легенды», важную роль сыграло наследие Дента, а он сам был показан во флэшбеке из второго фильма и много раз упомянут. В память о Харви в Готэме был организован антикриминальный «Акт Дента», благодаря которому организованная преступность была почти полностью уничтожена. Джим Гордон, которому все эти годы было невыносимо поддерживать эту ложь, хотел на очередном дне города прочитать правду о тех событиях, но пришёл к выводу, что жители Готэма до сих пор к ней не готовы. В итоге вместо него это делает Бейн, когда захватывает город, чем погружает его в хаос. В финале, когда Бэтмен спасает Готэм, его признают истинным героем города и ставят ему памятник в здании мэрии, а наследие Дэнта очерняется.

#### Франшиза Мэтта Ривза (с 2022)
- В фильме «Бэтмен» 2022 года присутствует тонкая отсылка на персонажа: один из бандитов в гримах клоунов, с которыми Бэтмен сражается в начале фильма, загримирован только на левой половине лица, а также менее агрессивен, чем его сообщники.
- Существуют неподтверждённые слухи, что дебют Дента состоится во втором фильме, где его сыграет актёр Бойд Холбрук. Предполагается, что к концу он может стать Двуликим[7].

#### Серия фильмов о Джокере
В фильме «Джокер: Безумие на двоих» роль Харви Дента сыграл британский актёр Гарри Лоути. По сюжету, он совсем недавно получил пост окружного прокурора Готэма и жаждет наказать Джокера за его преступления по всей строгости закона.

### Телевидение
- В сериале «Готэм» роль молодого Харви Дента исполнил Николас Д’Агосто. Он представлен ярким, обаятельным, идеалистическим помощником окружного прокурора, единственной миссией которого является искоренение преступности и коррупции, что отравили город[9]. Владеет знаменитой монеткой с одинаковыми сторонами, с помощью которой любит решать любые вопросы. Иногда проявляется его «тёмная сторона», особенно при допросе преступников, что уже говорит о двойственности психики. Он впервые появился в одноимённом эпизоде первого сезона и стал союзником Джима Гордона в расследовании убийства родителей Брюса. Впоследствии Харви продолжил появляться в сюжете в отдельных эпизодах второго, но особой роли в целом не сыграл.
- В сериале «Рыцари Готэма» роль Харви Дента исполнил Миша Коллинз. Он всё так же представлен как окружной прокурор Готэма и старый друг Бэтмена, теперь занявшийся расследованием его смерти. В сериале выясняется, что его раздвоение личности ему передалось от отца, и по ходу событий сериала оно начинает просыпаться всё чаще. Ближе к финалу открывается, что Харви является биологическим отцом Дуэлы, одной из Рыцарей Готэма, зачатой его злым альтер эго; сама Дуэла всю жизнь считала себя дочерью Джокера. Узнав от своей психически больной матери правду, она в гневе стреляет в отца, но пуля попадает в его монетку-талисман, и Харви остаётся жив. Под конец сериала его уродуют кислотой, окончательно превращая в Двуликого. Его первой жертвой стала мать Дуэлы.

### Анимационные фильмы
- В мультфильме «Бэтмен: Год первый» Дент ещё остаётся прокурором и искореняет криминал.
- В первой части мультфильма «Бэтмен: Возвращение Тёмного рыцаря» Бэтмен сражается с неизвестным злодеем, который оказывается Харви Дентом. Его лицо было исправлено пластической хирургией, но он так и не смог побороть своё безумное «я».
- В комедийном мультфильме «Лего Фильм: Бэтмен» Двуликий появляется всегда с армией других злодеев в начале фильма, где с Капитаном Бумерангом на угнанном грузовике приехал на главную электростанцию, далее сбегает с остальными во время пения Бэтмена, крича «Сейчас рванёт!», затем вместе с остальными врывается на вечеринку в честь отставки Комиссара Гордона, подбрасывая на ходу свою монету и после заявления Джокера о том, что тот сдаётся, удивляется со всеми и так же с остальными отправляется в Аркхэм. Ближе к концу приходит на сигналы Бэтмена, где заявляет, что обижен на Джокера за его слова и помогает Бэтмену с остальными, в конце так же прощает Джокера как и все остальные злодеи. Сюжета в себе не несёт. Его озвучил Билли Ди Уильямс, многими годами ранее игравший его у Тима Бёртона.
- В «Бэтмен: Смерть в семье» Дент играет злодея в одной из версий происходящего, против него борется Джейсон Тодд.

### Мультсериалы
- В мультсериале «Бэтмен» 1992 года камео Харви (озвучен Ричардом Моллом) состоялось в самом первом эпизоде «На кожаных крыльях». Второе появление состоялось в серии «Прелестный яд», где Дент становится жертвой Ядовитого Плюща. В качестве Двуликого он появляется в серии «Двуликий, часть 1», где ему сначала снятся кошмары, в которых показана одержимость Харви его «тёмной стороной», которая именует себя «Страшным Гарвом» и орудует той самой «судьбоносной» монетой. Чуть позже сны оказываются реальностью: психические расстройства, уходящие корнями в детство, одолевали Харви, он был одержим ненавистью и злостью, когда слышал или видел то, что его раздражало. От злости он склонялся к рукоприкладству, что настораживало его друга Брюса Уэйна (он же Бэтмен). Позже об этой слабости узнал и глава преступной группировки Торн, который решился шантажировать этим Харви накануне переизбрания городского прокурора. Харви не согласился, превратившись в безумного Гарва, и начал убивать членов банды Торна. Позже подоспел Бэтмен, который пытался остановить Харви, но не успел: в последний момент, когда Харви погнался за испуганным Торном, взорвались канистры со жгучей кислотой, которая изуродовала Харви лицо. Половина лица и тела Харви покрылась светло-синим цветом, после чего, в продолжении эпизода, бывший прокурор сам стал главой преступной банды, в которой также состояли близнецы Траляля и Труляля, с их помощью Двуликий грабил банки, принадлежащие Торну. Однако когда злодей хотел убить Торна, ворвался Бэтмен. Харви кинул монетку, чтобы решить судьбу Торна, но Бэтмен схватил со стола другие монеты и бросил их в воздух. Двуликого арестовали. Его монетка оказалась у Бэтмена, который кинул её в фонтан.
Двуликий также появлялся в эпизодах с другими злодеями. Так, в эпизоде «Странная тайна Брюса Уэйна» он вместе с Джокером и Пингвином прилетает на остров доктора Хьюго Стрэйнджа, чтобы принять участие в аукционе за лот, обещающий раскрыть настоящую личность тёмного мстителя. В эпизоде «Я почти достал его» играет в покер с Ядовитым Плющом, Пингвином, Кроком и Джокером, рассказывая историю о том, как чуть было не расправился с Бэтменом. А в эпизоде «Суд» выступает в качестве обвинителя в Аркхэмском суде.
- В мультсериале «Лига Справедливости» альтернативная версия злодея появляется в эпизоде «Лучший мир», где ему вместе с другими готэмскими психопатами была сделана лоботомия.
- Классическая версия злодея появляется в «Бэтмен: Отважный и смелый». Озвучен Джеймсом Ремаром.
- В мультсериале «Берегись Бэтмена» Харви Дент — действующий окружной прокурор Готэм-Сити, кандидат в мэры и ярый противник Человека-летучей мыши. Во время облавы на Бэтмена и Дэзстроука становится жертвой взрыва, превращаясь в Двуликого.
- В мультсериале «Бэтмен: Чёрное и белое» в третьем эпизоде под названием «Two of a Kind», выполненном в стилистике мультсериала «Batman: The Animated Series», описывается возможное будущее тамошней версии Двуликого.
- В мультсериале «Бэтмен: Крестоносец в плаще» Харви Дента озвучил Дидрих Бадер[10].

### Камео
- В эпизоде «Splatman and Rubin» франко-бельгийского мультсериала «Уолтер Мелон» наряду с Джокером и Женщиной-кошкой появляется пародия на Двуликого по кличке Человек-клей.
- В «Split Personality» мультсериала «Маска» один из персонажей Чет Боззак, надевший половину расколовшейся маски, напоминает Двуликого. В одном из эпизодов присутствует прямая отсылка к персонажу: Чарли замечает караулящего его на стоянке Чета, облокотившегося на капот автомобиля и подбрасывающего монетку.
- В «Убийственной шутке», когда Бэтмен идёт проведать Джокера в Аркхэме, он проходит мимо камеры с Двуликим, который случайно уронил свою монету за дверь и пытался достать её, но при появлении Бэтмена замер.
- В мультфильме «Бэтмен: Нападение на Аркхэм» он сбегает из тюрьмы, а потом его замораживает Убийца Мороз.

## Связь с реальностью
Киноведы отмечают, что прототипом Харви Дента в его версии из фильма «Тёмный рыцарь» отчасти является мэр Нью-Йорка Рудольф Джулиани. «Проецируя на сюжет „Тёмного рыцаря“ биографию Рудольфо Джулиани, можно сказать, что оба главных персонажа фильма воплотили в себе разные стороны деятельности бывшего мэра. Политик зарекомендовал себя как человек твёрдый в правлении. Его приверженность республиканским идеям находит отголоски в речи Харви Дента в ресторане, когда прокурор говорит про римлян, которые отменяли демократию при вторжении врага. Харви Дент в фильме проявляет себя как активный борец с организованной преступностью, не побоявшийся бросить вызов мафии. Он разработал план возбуждения дел одновременно против большого количества преступников, после реализации которого резко снизился криминальный фон в городе. Показательна сцена, где в зале суда присутствует толпа обвиняемых и их адвокатов — этот момент имеет исторические аналогии с рядом событий в Нью-Йорке. Джулиани добился больших успехов в должности федерального прокурора Южного округа начиная с 1983 г. За это время, обладая высокой юридической квалификацией, он выиграл в судах более 4000 дел, а проиграл всего 25. Широкую известность получили его процессы против мафии Нью-Йорка. За полтора года Джулиани победил в трёх крупных судебных делах, возбуждённых против преступных группировок. Особенность этих процессов состояла в том, что обвинение применяло доселе не использовавшийся на практике закон RICO, позволявший судить за коллективный рэкет. Дословную отсылку к этому нормативному акту мы видим в „Тёмном рыцаре“, когда помощница Дента Рэйчел Роуз приостанавливает допрос китайского банкира мафии Лау. Она совещается с коллегами и восклицает „RICO!“, после чего разъясняет, что означает данный термин. Итогом действий команды окружного прокурора становится массовое задержание преступников и предъявление им обвинений на основании показаний банкира Лау.»

## Видеоигры

### Batman: Arkham City
Роль озвучил Трой Бэйкер. Наряду с Джокером и Пингвином является криминальным лидером Аркхэм-Сити, с которыми активно ведёт борьбу за территории. В начале игры люди Двуликого ловят Женщину-кошку за взломом его сейфа в старом предвыборном штабе, и он планирует публично утопить её в кислоте в заброшенном здании суда Соломона Уэйна, но Бэтмен его останавливает. В кампании за Женщину-кошку Двуликий является основным антагонистом — он украл у Женщины-кошки похищенные ею драгоценности, которые воровка стремится вернуть. Раскрывается история персонажа: в ходе судебного процесса над Кармайном Фальконе в результате неназванного инцидента получил ожоги I, II и III степени и рубцы. В ходе беседы с Хьюго Стрейнджем тот показывает Харви Денту всю ошибочность его полагания на волю случая, отобрав его монетку (доставшейся от отца, после подбрасывания которой злодей отказался разговаривать) и принудив в разговору предоставлением монеты собственной. Стрейндж решает подбросить дентовскую монетку, по воле которой он либо вылечит его, либо выпустит в Аркхем-Сити и даст координаты Женщины-кошки (в итоге монетка выбирает этот вариант развития событий). По мнению Стрейнджа Дент страдал от раздвоения личности ещё до трагедии, также упоминается его жена. Также выясняется, что Двуликий одержим идеей убить Брюса Уэйна.

### Batman: Arkham Knight
Один из списка «Особо опасные». Он заключает союз с Пингвином, Пугалом и Загадочником, чтобы совместными усилиями уничтожить Бэтмена. Грабит банки по всему Готэму, после предотвращения всех ограблений запирается Бэтменом в полицейском участке Готэма. Актёр озвучки: Трой Бэйкер. По сравнению с предыдущими играми серии дизайн облика Двуликого каких-то существенных изменений не претерпел: вместо этого подчеркнули его уже известные черты, особенно его изуродованную половину тела..

### СерияLego Batman
- Lego Batman: The Videogame — Двуликий появляется в этой игре как подручный Загадочника и как игровой персонаж.
- Lego Batman 2: DC Super Heroes — Двуликий появляется в игре как мини босс и игровой персонаж.
- Lego Batman 3: Beyond Gotham — Двуликий появляется как игровой персонаж DLC.

### Lego Dimensions
Двуликий появляется в игре как босс в уровне «Painting the Town Black».

### Injustice
- В Injustice: Gods Among Us Двуликий появляется в качестве камео при переходе между аренами в клинике Аркхем.
- В игре Injustice 2 в лечебнице Аркхем на заднем плане можно заметить сидящего в клетке Двуликого.

### Batman: The Telltale Series
- Харви Дент появляется в игре как кандидат на пост мэра Готэма и соперник Мэра Хилла. В игре от Telltale он является одним из центровых персонажей.
- Во втором эпизоде при одном из выборов может стать Двуликим. Тем не менее, при другом выборе его характер также изменится под воздействием наркотика Леди Аркхем, а вместо изуродованного лица будет лишь синяк под глазом.

## Пародии
- В мультсериале «Человек-паук и его удивительные друзья» появляется персонаж кибериад, правая половина которого — человеческая, а левая — механическая.
- В мультсериале «Человек-паук» 1994 года похожим на Двуликого становится Герберт Лэндон, после того, как падает в антимутантный препарат, мутирует, а потом возвращается в человеческое состояние, но левая сторона так и остаётся изуродованной.
- В мультсериале «Вуншпунш» в серии «Дикие-предикие домашние питомцы» двуликим (полудиким-полудомашним) становится Мяурицио ди Мяуро, когда его поражает заклятие («получил полдозы»).
- В мультсериале «Трансформеры: Анимация» близнецы-автоботы Джетфайер и Джетсторм объединяются в гештальт, с разными сторонами тела, но в отличие от Двуликого, это положительный персонаж. Помимо этого, в мультсериале также фигурирует десептикон по имени Блицвинг, страдающий от растроения личности (действующая личность зависит от текущей формы его лица).
- В мультсериале «Приключения Джеки Чана» похожими на двуликого становятся Джейд и Вальмонт, после того как надели на себя половинки маски демона Они.
- В игре «Герои Меча и Магии IV» Голдот Полумёртвый, главный герой одной из компаний.
- В игре «Overwatch» персонаж Эхо имеет скин «Добро и зло», который придаёт ей сходство с Двуликим.
- В японском сериале «Супер Сэнтай» в сезоне «Специальный Отряд — Го-Бастеры» создавался метароид, правая сторона которого была чёрно-жёлтой, а левая — бело-зелёной, поскольку он был создан из двух разных вещей, в сезоне «Отряд Мира машин — Зенкайджеры» у главных героев есть боевые машины, половина из которых (GaonLion и MagineDragon) образует правую, а другая половина (JuranTyranno и VroonDump) — левую сторону боевых роботов, а в сезоне «Отряд Аватаров — Братья Дон» в 41-м эпизоде Санта-Клаус превращался в Хитоцуки в стиле Будды, правая половина которого выглядит как Будда, а левая похожа на чёрного демона.

## Критика и отзывы
- Двуликий занимает 12 строчку в рейтинге «100 лучших злодеев комиксов» по версии IGN[14].